# Regionalbusverkehr
Regionalbusverkehre (modern auch Regiobusse, vormals Überlandbusse) verbinden im ÖPNV Städte und Gemeinden miteinander. Sie dienen der Erschließung des ländlichen Raumes und vernetzen ihn mit größeren Städten, Wirtschaftszentren oder Eisenbahnstrecken.

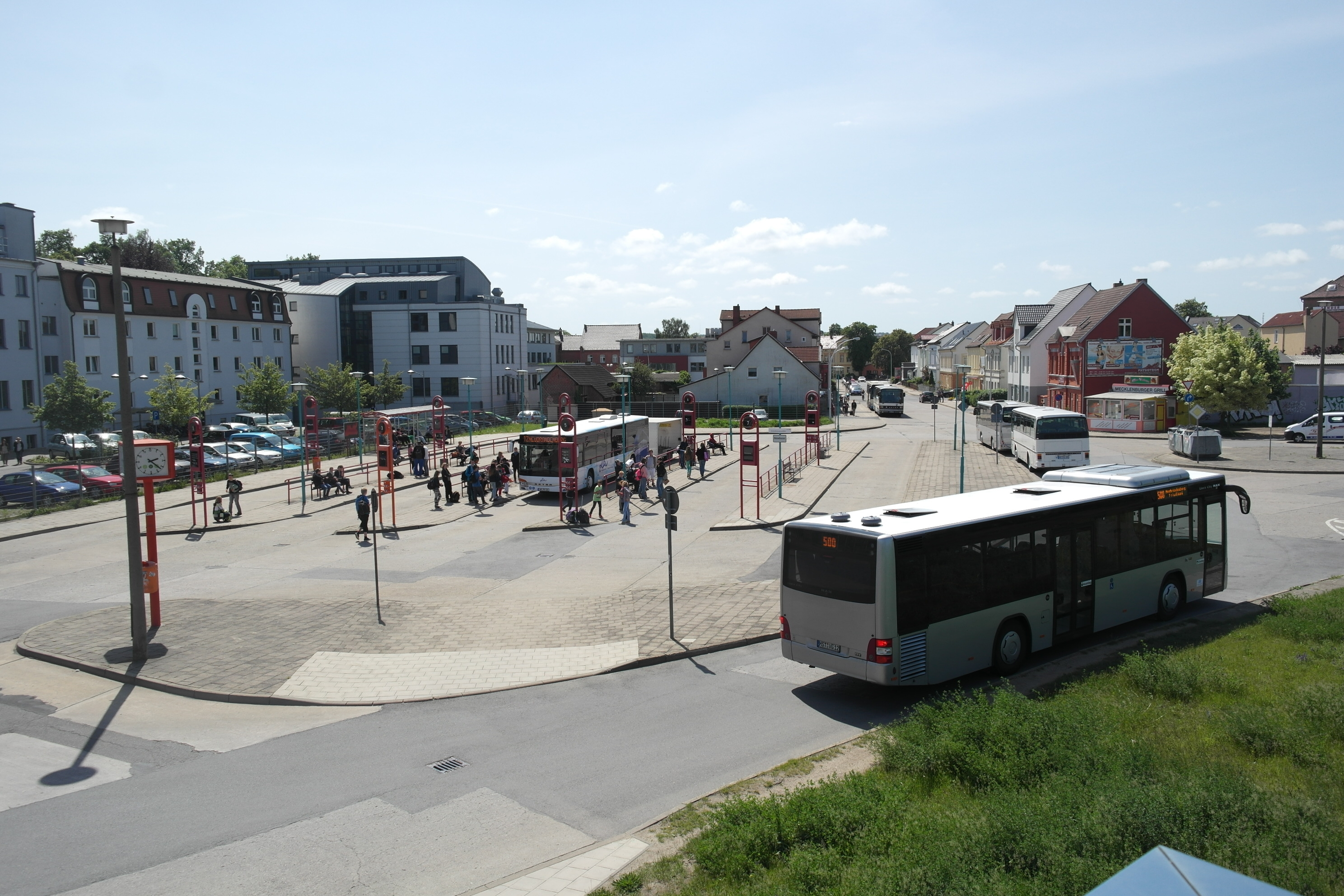
Zusammentreffen verschiedener Regionalbusse am Bahnhof des Oberzentrums (Neubrandenburg)

## Deutschland

### Vom Überlandbus zum Regiobus

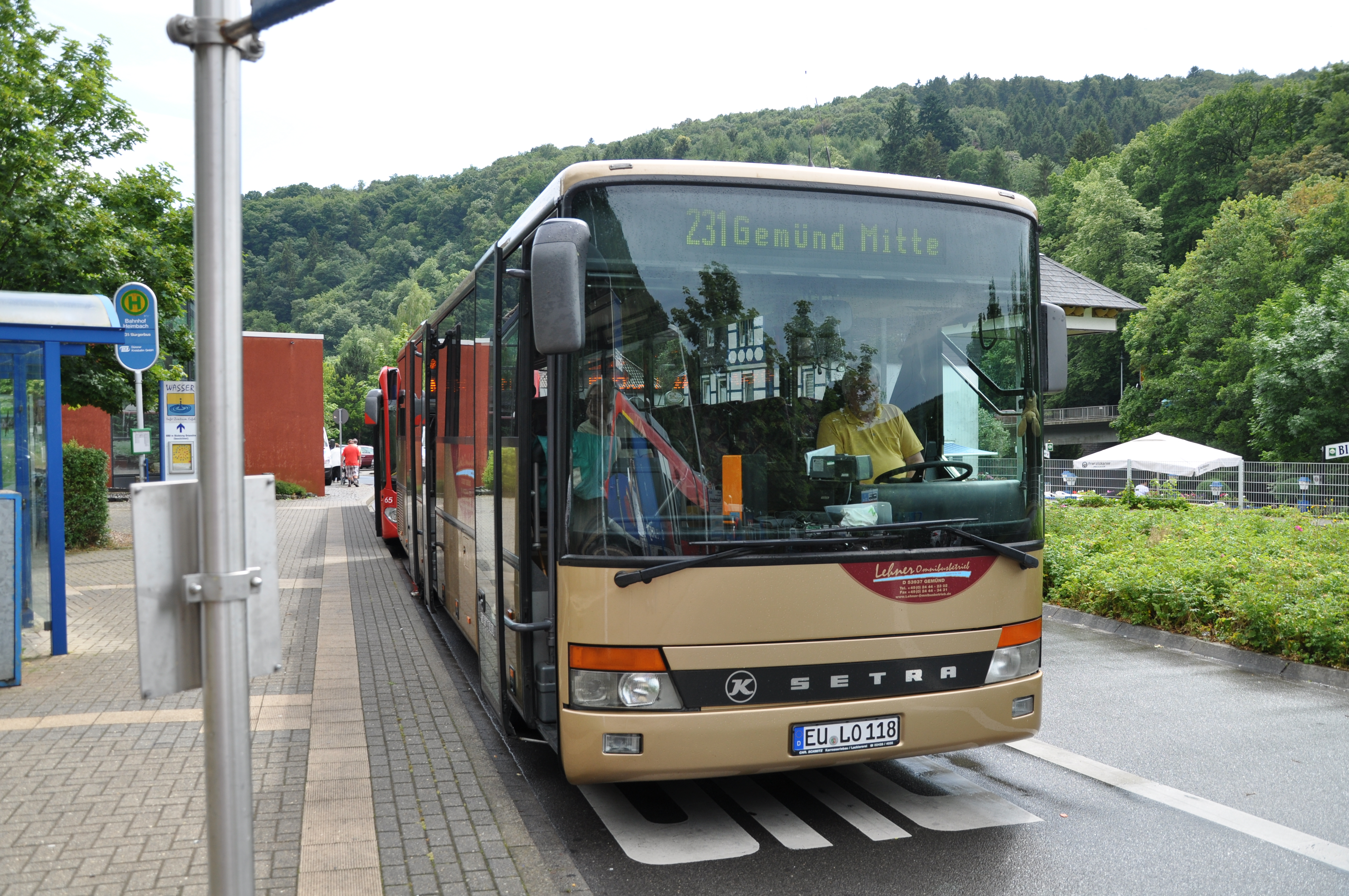
Regiobus: Setra S 315 UL (Abkürzung für Ueberland-Linienbus) im Einsatz für den RVE

In Deutschland untersagt das Personenbeförderungsgesetz die Einführung neuer Linien im Nah- und Regionalverkehr, wenn die damit bedienten Verkehrsbedürfnisse bereits ausreichend durch vorhandene Unternehmen oder Eisenbahnen abgedeckt werden. In Westdeutschland sind Überlandbuslinien daher relativ häufig frühere Bahnbus- und Postbuslinien. Diese wurden von den Bahnbus-Nachfolgeunternehmen (Regionalbusgesellschaften) übernommen. Ein weiterer großer Betreiber ist heute die Transdev GmbH. Darüber hinaus gibt es in verschiedenen Landesteilen West- und vor allem Ostdeutschlands zahlreiche kommunale Verkehrsunternehmen, die auch auf regionaler Ebene tätig sind. In Österreich betreibt die Österreichische Postbus AG ein Regionalbusnetz.
Viele Überlandbuslinien entstanden in der Nachkriegszeit parallel zum Schienenverkehr. Der zunehmende Ausbau des Straßennetzes und die zunehmende Motorisierung führten zu Fahrgastverlusten auf vielen Eisenbahnstrecken. Man nahm an, dass Busse (auch Schnellbusse) eine billigere Alternative zum Schienenverkehr seien. Der Betrieb auf unrentabel gewordenen Bahnlinien wurde ausgedünnt oder ganz eingestellt und durch Buslinien ersetzt. Für den Überlandbusverkehr wurden teilweise in Bahnhofsnähe, teilweise aber auch in größerer Entfernung dazu, Busbahnhöfe errichtet (beispielsweise am Kesselbrink in Bielefeld). Der mögliche Komfort von Regionalbahnen und die Schwierigkeit, Autofahrer zur Nutzung ebenfalls auf der Straße fahrender, langsamerer Verkehrsmitteln zu bewegen, wurde nicht erkannt.

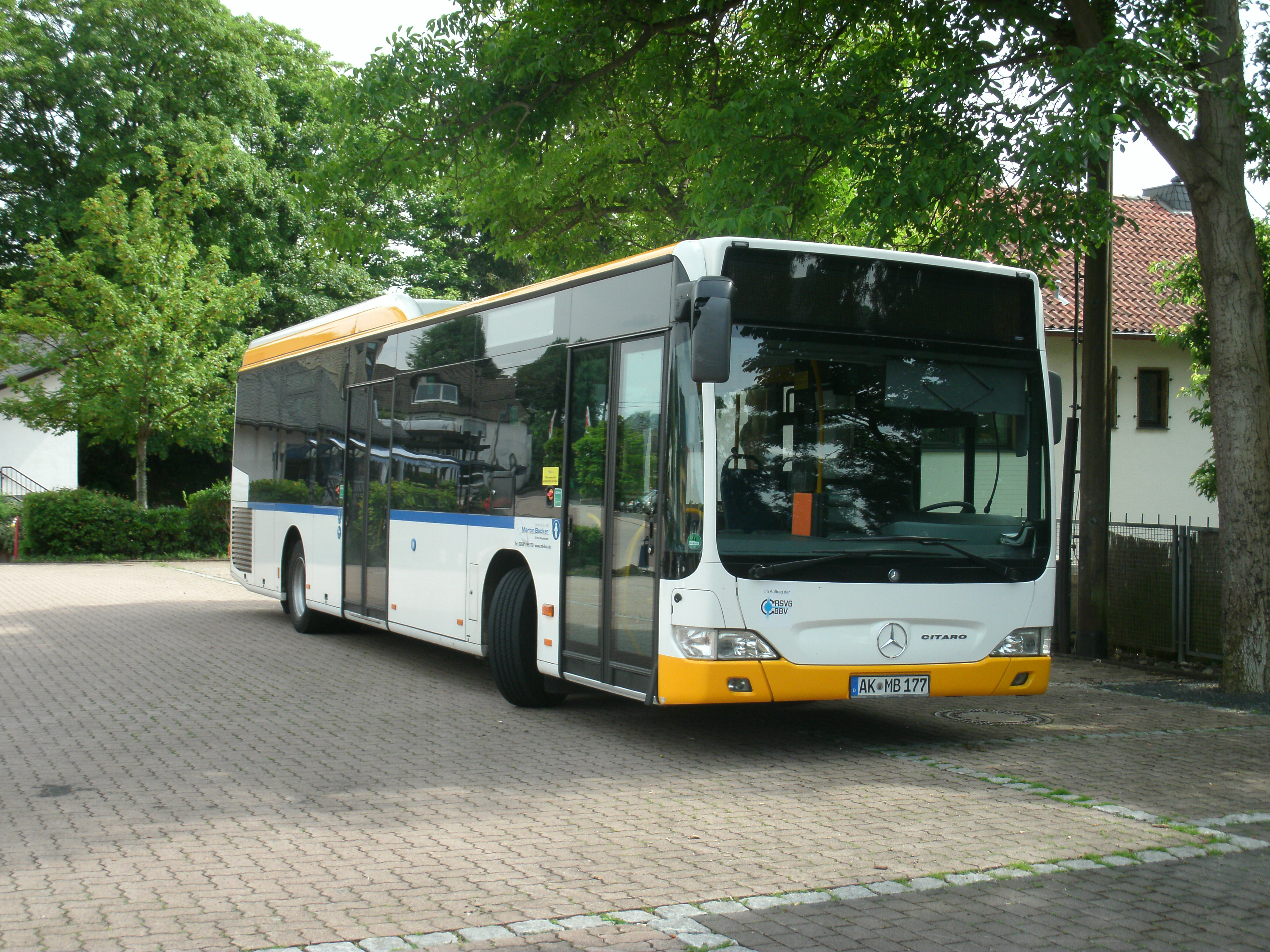
Low-Entry-Fahrzeug aus dem Regionalverkehr, vom Stadtbus optisch kaum zu unterscheiden

Zur Erhöhung der Attraktivität wird derzeit die Einführung von Taktfahrplänen, die Schaffung übersichtlicherer Liniennetze sowie eine Angleichung an Stadtbusse angestrebt. Viele direkte Regionalverbindungen zwischen größeren Städten wurden aufgegeben oder unterbrochen, bisher durchgehende Linien erhielten neue Endpunkte im städtischen Umland, teilweise ohne Anschlussmöglichkeiten oder aber mit Umsteigezwang zur Stadtbahn. Manche Orte sind nur noch mit einer Buslinie und aus einer Richtung erreichbar. Aus Überlandlinien mit langen Fahrstrecken und Fahrzeiten wurden Regional- oder Regiobuslinien.
Heute sind in manchen Regionen die Regiobusse in einer ähnlichen Lage wie damals der Schienenverkehr auf dem Lande (vgl. beispielsweise Nahverkehr im Kreis Herford). 60 bis 80 Prozent der Busse sind noch im Schülerverkehr ausgelastet und werden zu anderen Zeiten häufig durch Kleinbusse mit Anrufbetrieb ersetzt.

### Weitere Entwicklungen
Die Entwicklung des Regionalverkehrs verläuft in unterschiedlichen Richtungen:
- Ausbau – Steigerung der Attraktivität durch:
  - Übersichtlichere Netzgestaltung, leicht merkbare Taktzeiten und Taktverdichtung auf Hauptlinien
  - Express-, Schnellbus und Direktbuslinien
  - Erschließung neuer Verkehrsbereiche
    - Freizeit- und Touristiklinien neben dem Schüler-, Berufs- und Pendlerverkehr
    - Nachtbusse als zusätzliches Angebot am späten Abend und nach Mitternacht (meistens zwischen Mitternacht und 2 Uhr früh z. B. als Discobus). Sie verkehren oft nur in den Nächten von Freitag auf Samstag und/oder vor Sonn- und Feiertagen. Zum Einsatz können Klein- oder Anrufbusse kommen.
    - Haustür-Bedienung oder Ausstieg zwischen den Haltestellen in dünn besiedelten Gebieten bzw. im Spätverkehr (vgl. Trampbus)

  - Einbindung in Verkehrsverbünde; Gemeinschaftstarife bringen übersichtliche Angebote (Waben oder einheitliche Gemeindetarife – den Stadttarifen ähnlich).

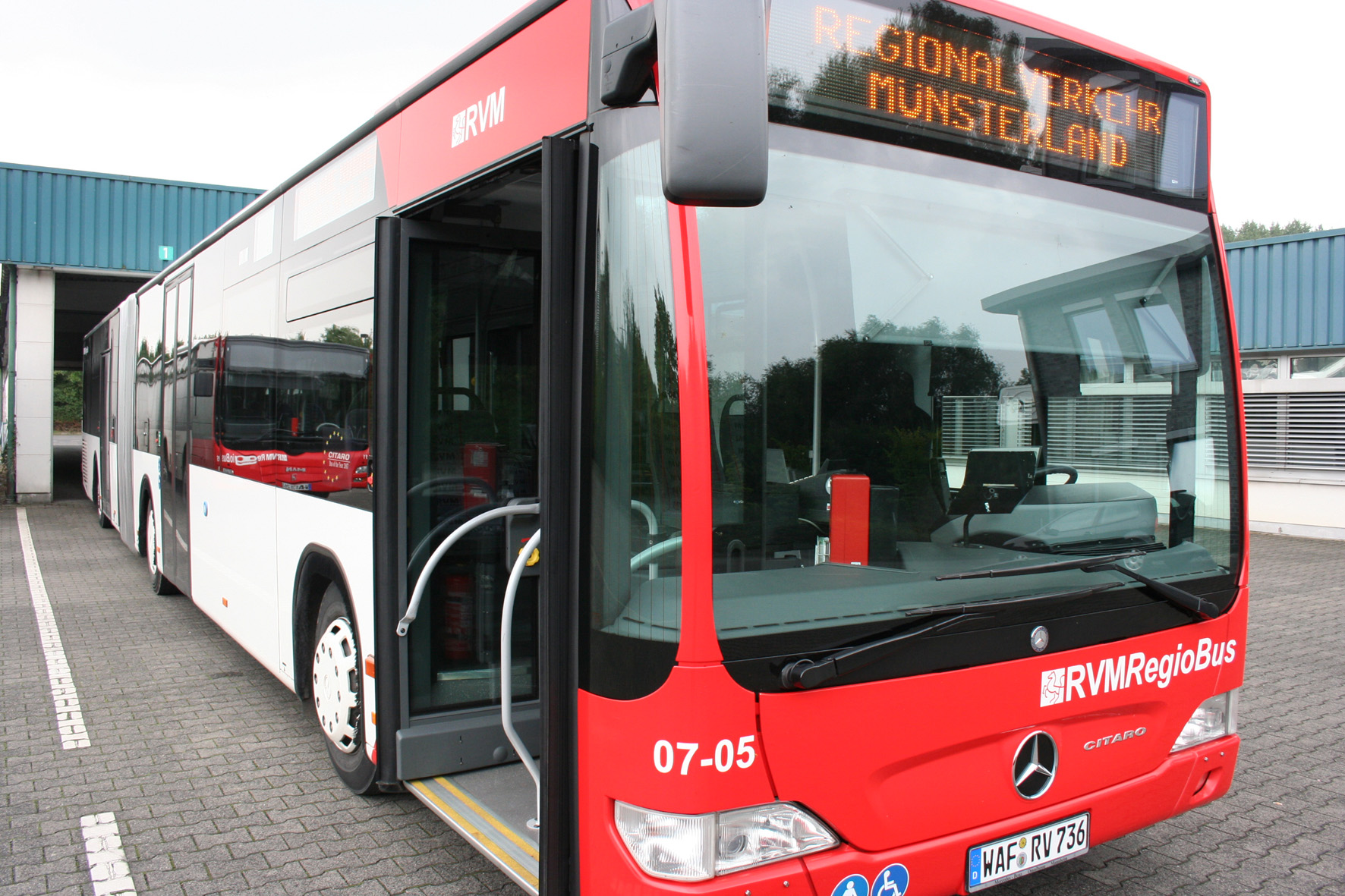
Gelenkbus für den Regionalverkehr

- Konzentration auf wenige wichtige Linien; viele Ortschaften sind per Bus nur noch aus einer Richtung erreichbar.
- Umstrukturierung der Regionalbusnetze
  - von einem flächendeckenden Angebot zum Ergänzungsnetz im Kontext von Schienenverkehr, neu entwickelten Ortsbuslinien, Anrufbussen, Park-and-ride u. a. Im Blickpunkt steht die Erhaltung einen „Mindestversorgung“ an Mobilität ohne Pkw im ländlichen Raum
  - als Anpassung an veränderte Fahrgastströme. Neue Umsteigemöglichkeiten Bus/Bahn durch die Einbindung in Gemeinschaftstarife führt zum Abbau von Parallelverkehren, die Fahrgäste müssen zum Bahnhof gebracht und von dort wieder abgeholt werden.
  - durch Heranführung an integrale Taktfahrpläne (RegioTakt) mit Anschlussgarantien der verknüpften Linien
- Rückzug aus dünn besiedelten Gebieten, von unrentablen Strecken als Folge des Fahrgastrückgangs und Subventionskürzungen. Ein Ersatz findet durch Ortslinien mit Klein- und Rufbussen, Sammeltaxen statt.
- Einsatz moderner Fahrzeuge
  - Zunehmend werden Niederflurfahrzeuge und auch Gelenkfahrzeuge eingesetzt, auf einigen Schnellbuslinien beispielsweise im Münsterland (Linie S 75 ab Bocholt) verkehren Doppeldeckerbusse.

### Stadt und ländlicher Raum
Regionallinien bilden zusammen mit Stadt- und Ortsbus-Linien das öffentliche Busnetz des ÖPNV. Bei nah aneinandergrenzenden Städten oder in städtischen Ballungsräumen (Ruhrgebiet, Rhein-Main-Region) werden Stadtbusse zu Regionalbussen, weil sie Stadtgrenzen überschreiten.
Im ländlichen Raum sind die Fahrgastzahlen zurückgegangen. Um einen durchgehenden Taktverkehr bis in die Nachmittags- und Abendstunden anbieten zu können, sind Kleinbusse und Anruflinien notwendig. Eine Möglichkeit der Feinverteilung ist, im Anschluss an Stadtbuslinien Kleinbusse zu den umliegenden ländlichen Orten einzusetzen. Eine weitere besteht in der Integration von Regionalbussen in Stadtbusnetze, um das Angebot wenigstens auf Teilstrecken auszulasten. Jenseits der städtischen Tarifgrenze fahren sie jedoch oft leer weiter (besonders problematisch beim Einsatz von Gelenkbussen). Beide Systeme sind wegen der verlängerten Fahrzeit durch die hohe Nachfrage im Stadtgebiet für die Fahrgäste wenig attraktiv.
Regionalbusse müssen im Stadtbereich schneller als Stadtlinienbusse sein – schon wegen der insgesamt längeren Fahrzeit. Das ist durch eine Beschränkung auf wichtige Haltestellen und direkte Fahrtstrecken zu erreichen. Im ländlichen Raum werden dann nur Ortszentren bedient, die Verteilung der Fahrgäste auf einzelne Gemeindeteile erfolgt mit Ortsbussen. Ein möglichst dichter Regiotakt steigert die Attraktivität dieser Hauptlinien. Mancherorts sind Städteschnellbuslinien entstanden (besonders in NRW, Baden-Württemberg und Schleswig-Holstein). Sie verbinden oft über Schnellstraßen oder Autobahnen und teilweise mit Reisebus-Standard weiter entfernt liegende Orte miteinander (z. B. der Sprinterbus S 75 Bocholt–Münster).

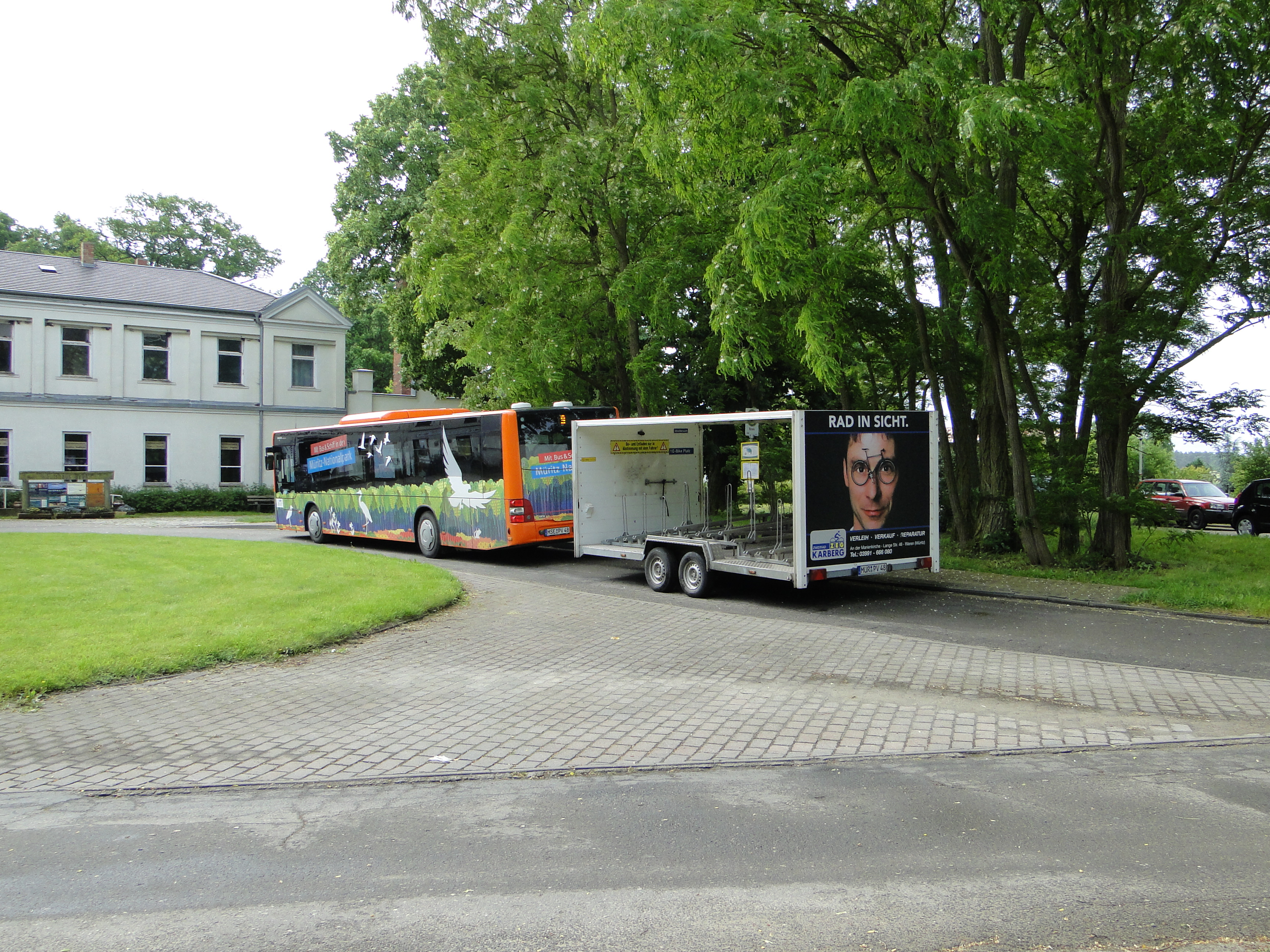
Auf der touristischen Linie in den Müritz-Nationalpark kommen Busse mit Fahrradanhänger zum Einsatz

Oft wird der Betrieb an Sonn- und Feiertagen nur auf den Hauptlinien aufrechterhalten. In touristisch gut erschlossenen Bereichen werden spezielle Touristik- oder Freizeitlinien eingesetzt, teilweise mit zusätzlichen Möglichkeiten zur Fahrradbeförderung (Busanhänger). In manchen Regionen wird jedoch nur noch eine Mindestversorgung der Hauptorte gewährleistet.
Der Einzugsbereich zentraler Haltestellen vergrößert sich durch Bike-and-ride-Plätze oder gute Anfahrtsmöglichkeiten mit Pkw. Eine verbesserte Mitnahmemöglichkeit von Fahrrädern erweitert die Nutzungsmöglichkeiten des Angebots. Im Sinne eines optimalen Umsteigekonzepts zwischen Bus- und Schienenverkehr sind in den vergangenen Jahren zahlreiche Busbahnhöfe an zentralen Bahnhaltepunkten entstanden. Parallel dazu entwickelten sich aber auch rein stadtorientierte Bussysteme (z. B. Stadtbus Bad Salzuflen) und regionale Busbahnhöfe getrennt von Bahnhöfen und Stadtbus-Knotenpunkten (ZOB am Ostertor in Bad Salzuflen).

## Österreich
In Österreich bedienten über Jahrzehnte hinweg die Österreichische Bundespost (Postbus) und – mit eingeschränktem Netz – die Österreichischen Bundesbahnen (Bahnbus) den regionalen Busverkehr, sonstige Betreiber (Stadtwerke und Busunternehmer) unterhielten durchwegs nur entweder Fernbus-Kurse oder gemeindeinternen Verkehr, nur in den Städten teilweise gemeindeübergreifend (etwa der Busverkehr in Wien oder Albus Salzburg), am Land oft nur auf einzelne Schulbuskurse in Nachbargemeinden reduziert. Erst seit der Privatisierung der 1990er Jahre, und der damit verbundenen Reduzierung der oft unrentablen Regionalkurse,
werden zunehmend auch im ländlicheren Raum Regionalbus-Konzepte im Sinne eines Gemeindeverbands oder Kommunalunternehmens organisiert. Die Bezeichnung „Regionalbus“ ist in Österreich selten, Busse sind durchwegs in Konzepte des Verkehrsverbundes einbezogen, in denen private und kommunale Betreiber mit der Bahn vernetzt sind (die inzwischen nur mehr ein gemeinsames Busangebot, den Postbus, betreibt, und sich mit dem Intercitybus im Fernbussektor engagiert). Neben den großen Städten entstehen auch Verkehrsverbünde in Nebenzentren, etwa der Regionalbus Aichfeld in der Obersteiermark.
Eine alpentypische Spezialform des Regionalbusses ist auch in Österreich häufig, der Tälerbus. Ursprünglich nur dazu konzipiert, in der Wintersaison die Talstationen der Schigebiete zu verbinden, beginnt sich diese Form zunehmend auf Sommer- und Nebensaison auszuweiten. Das hängt damit zusammen, dass sich die Schiregionen kontinuierlich zu All-Saison-Tourismusregionen zusammenschließen. War früher nur der Schipass für den Tälerbus gültig und wurde dieser von der örtlichen Bergbahn oder Schiverbund betrieben, gibt es heute vermehrt Pässe für das Gesamtangebot einer Tourismusregion, womit die Tälerbusse im Interesse aller beteiligten Gemeinden stehen. Etwa mit Mountainbikern und Eventsportlern, und auch den anders eingestellten Generationen der Bergsteiger und Kletterer, aber auch Schilangläufern oder Tourengehern im Winter, ergibt sich hier eine neue Klientel für Bustransport, hin und von den Ausgangspunkten der Touren oder Sportanlagen und -gebieten zu den Quartieren oder dem abgestellten Privatauto über unattraktive Strecken. Solche ausgeweiteten Angebote finden sich etwa in der Region Lech/Arlberg–Bregenzerwald (der dortige Tälerbus ist in den Verkehrsverbund Vorarlberg (VVV) eingebunden) oder im Gebiet Ennspongau–Sölktäler–Lungau in Grenzraum Salzburgerland/Obersteiermark. Diese werden also zunehmend zu Zubringerdiensten von den urbanen Zentren und Verkehrsknotenpunkten zu den meist abgelegenen – und auch zerstreut liegenden – Tourismusräumen.
Bei beiden Formen sind die Grenzen zwischen Regionalbus im Liniendienst, zweckorientiertem Streckendienst, sozialer Tourismusinfrastruktur und organisiertem Sammeltaxi auf Voranmeldung fließend.

Kritisch gesehen wird in Österreich noch immer die Monopolstellungen der lokalen Anbieter, auch in den urbanen Zentren.